# 2007-es Junior Eurovíziós Dalfesztivál
A 2007-Es Junior Eurovíziós Dalfesztivál (hollandul: Junior Eurovisiesongfestival 2007, angolul: Junior Eurovision Song Contest 2007) volt a ötödik Junior Eurovíziós Dalfesztivál, melyet a hollandiai Rotterdamban rendeztek. A verseny pontos helyszíne a Rotterdam Ahoy volt. A versenyre 2007. december 8-án került sor. Az Eurovíziós Dalfesztivállal ellenben itt nem az előző évi győztes rendez, hanem pályázni kell a rendezés jogára, azonban az előző év győztese előnyt élvez a rendezési jog megszerzésében. 2006-os Junior Eurovíziós Dalfesztivál a orosz Tolmacsova ikrek győzelmével zárult, akik a Vesenniy Jazz című dalt adták elő Bukarestben.
17 ország erősítette meg a részvételét a dalfesztiválra, beleértve Bulgáriát, Grúziát és Örményországot, melyek első alkalommal vettek részt, míg Horvátország és Spanyolország visszaléptek.
A verseny győztese az Fehéroroszországot képviselő Alexey Zhigalkovich lett, aki 137 pontot összegyűjtve nyerte meg a döntőt, az ország második győzelmét aratva. A S druz'yami című dal összesen három országtól kapott maximális 12 pontot. A második helyen Örményország, míg a harmadik helyen Szerbia végzett. Szerbia és Macedónia megszerezte legjobb eredményét, ami az ötödik helyet jelenti a macedónoknak. Portugália zsinórban másodjára végzett utolsó előtti helyen, amely legrosszabb eredményüknek számít. Belgium, Litvánia és Görögország is legrosszabb eredményét érte el, a belgák tizenötödikek, a litvánok tizenhatodikak, míg a görögök utolsó helyen végeztek.

## A helyszín és a verseny

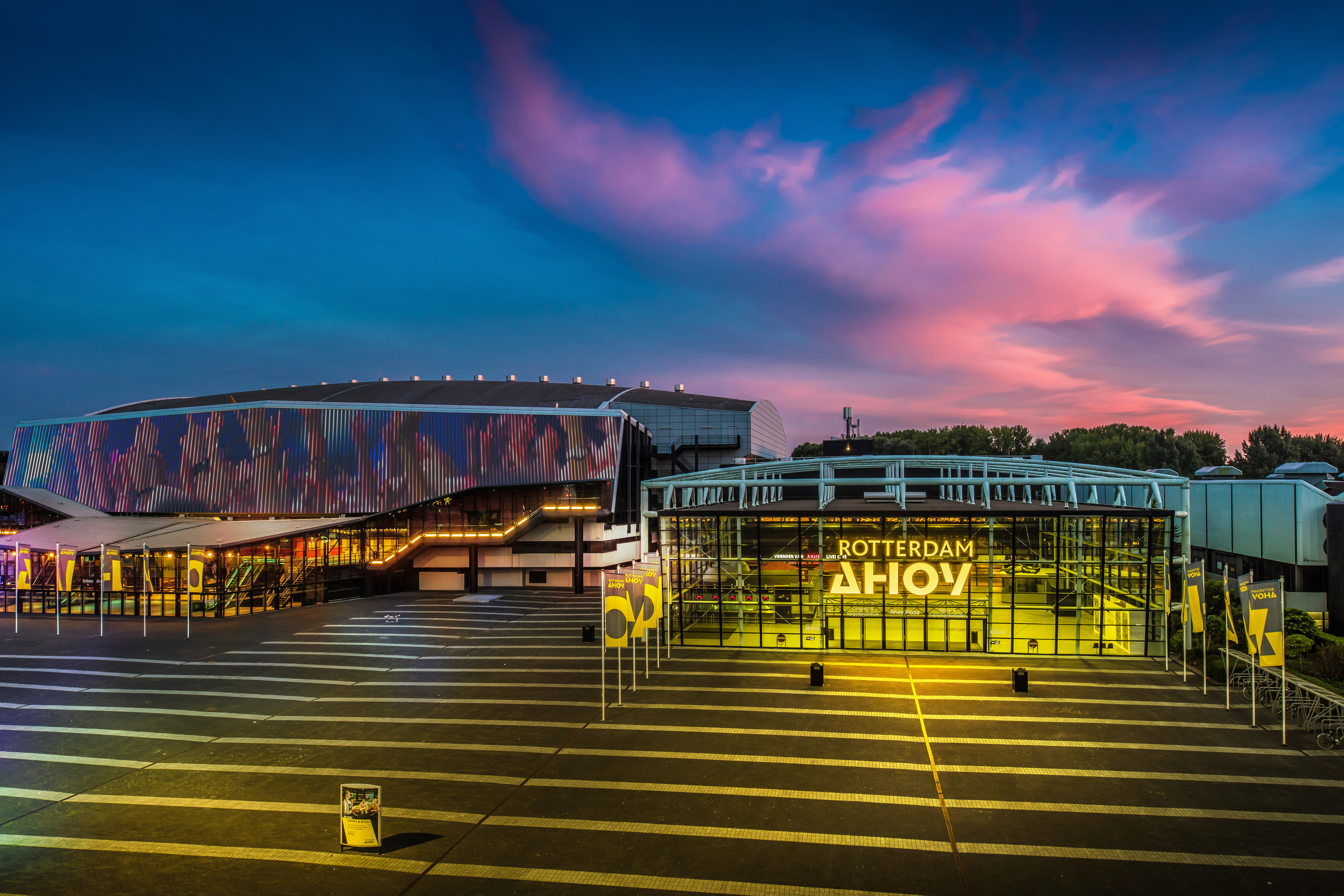
A verseny helyszíne, a Rotterdam Ahoy

Az ötödik Junior Eurovíziós Dalfesztivál rendezési jogaiért három ország indult: a horvát HRT, a ciprusi CyBC, és a holland AVRO. Végül 2006 szeptemberében az AVRO kapta meg a jogot a rendezésre, és több mint 2 000 000 eurót költöttek az esemény lebonyolítására.
A verseny pontos helyszíne a Rotterdamban található Rotterdam Ahoy volt, amely 15 000 fő befogadására alkalmas. Később 2021-ben itt rendezték az Eurovíziós Dalfesztivált is.
A verseny mottója Make a Big Splash, azaz Csobbanj egy nagyot! volt.

### Műsorvezetők
A dalverseny műsorvezetői Sipke Jan Bousema és Kim-Lian van der Meij voltak.
Sipke korábban a holland Junior Eurovíziós nemzeti döntő házigazdája volt, míg Kim a Jetix gyermek csatorna Kids Top 20 című zenei műsor házigazdája volt. Érdekesség, hogy Kim a 2012-ben is az Amszterdamban rendezett gyermek verseny társműsorvezetője volt.

## A résztvevők
Először tizenkilenc résztvevő országot jelentettek be, később Spanyolország bejelentette, hogy visszalép a versenytől. Ezután Horvátország is visszalépett a költségek és a verseny élő közvetítésével kapcsolatos nehézségek miatt.
Először vett részt Bulgária, Grúzia, Litvánia és Örményország. Habár Grúzia várólistáról került be a versenyben, ugyanis eredetileg Bosznia-Hercegovina vett volna részt a kaukázusi ország helyett, azonban 2007. június 21-én a bosnyák műsorsugárzó bejelentette, hogy az ország nem fog részt venni a versenyen.
Az Szerbiát képviselő Nevena Božović volt az első személy, aki a Junior Eurovízió után kijutott a felnőtt Eurovízióra is: 2013-ban a Moje 3 tagjaként képviselte Szerbiát. Az együttes az elődöntő tizenegyedik helyén végzett, így nem jutott a döntőbe. Az énekesnő 2019-ben szólóban is részt vett a versenyen, ekkor a döntő tizennyolcadik helyén végzett. Rajta kívül a holland Lisa, Amy és Shelley O’G3NE néven a 2017-es Eurovíziós Dalfesztiválon képviselték Hollandiát, ahol a döntőben tizenegyedik helyet értek el.
Érdekesség, hogy a Svédországot képviselő Frida Sandén, az előző évi svéd indulónak, Molly Sandén testvére.
| Ország           | Műsorsugárzó | Előadó                                  | Dal                   | Nyelv    | Dalszerző(k)                                                |
| ---------------- | ------------ | --------------------------------------- | --------------------- | -------- | ----------------------------------------------------------- |
| Belgium          | VTR          | Trust                                   | Anders                | holland  | Eva Storme Laurens Platteeuw Matthieu Renier Mirek Coutigny |
| Bulgária         | BNT          | Bon-Bon                                 | Bonbolandija          | bolgár   | Bon-Bon                                                     |
| Ciprus           | CyBC         | Yiorgos Ioannides                       | I mousiki dinei ftera | görög    | Yiorgos Ioannides                                           |
| Fehéroroszország | BTRC         | Alexey Zhigalkovich                     | S druz'yami           | orosz    | Alexey Zhigalkovich                                         |
| Görögország      | ERT          | Made in Greece                          | Kapou berdeftika      | görög    | Anna Trepekli Stefani Trepekli Susan Trepekli               |
| Grúzia           | GPB          | Mariam Romelasvili                      | Odelia Ranuni         | grúz     | Mariam Romelasvili                                          |
| Hollandia        | AVRO         | Lisa, Amy és Shelley                    | Adem in, adem uit     | holland  | Amy Vol Lisa Vol Shelley Vol                                |
| Litvánia         | LRT          | Lina Joy                                | Kai miestas snaudžia  | litván   | Lina Joy                                                    |
| Macedónia        | MRT          | Rosica Kulakova és Dimitar Stojmenovski | Ding Ding Dong        | macedón  | Dimitar Stojmenovski Rosica Kulakova                        |
| Málta            | PBS          | Cute                                    | Music                 | angol    | Cute                                                        |
| Oroszország      | VGTRK        | Alexandra Golovchenko                   | Otlichnitsa           | orosz    | Alexandra Golovchenko                                       |
| Örményország     | AMPTV        | Arevik                                  | Erazanq               | örmény   | Mariana Javakhyan Sargis Mzikyan                            |
| Portugália       | RTP          | Jorge Leiria                            | Só quero é cantar     | portugál | Jorge Leiria                                                |
| Románia          | TVR          | 4Kids                                   | Sha-la-la             | román    | Mircea Eremia                                               |
| Svédország       | TV4          | Frida Sandén                            | Nu eller aldrig       | svéd     | Frida Sandén                                                |
| Szerbia          | RTS          | Nevena Božović                          | Piši mi               | szerb    | Nevena Božović                                              |
| Ukrajna          | NTU          | Ilona Halytska                          | Urok hlamuru          | ukrán    | Ilona Halytska                                              |

## A versenyszabályok változása
Az alsó korhatárt felemelték 8-ról 10 évre.

## A versenyt megelőző időszak

### Nemzeti válogatók
A versenyre nevező 15 ország közül 14 nemzeti döntő keretein belül, 1 belső kiválasztás alkalmazásával választotta ki indulóját.
Az indulók közül Belgium, Ciprus, Fehéroroszország, Görögország, Hollandia, Macedónia, Málta, Oroszország, Portugália, Románia, Svédország, Szerbia és Ukrajna apróbb változtatásokkal ugyanazt azt a nemzeti döntőt rendezte meg, mint az előző évben.
A debütáló országok közül Bulgária, Grúzia és Litvánia nemzeti döntőt alkalmazott, míg Örményország teljes belső kiválasztással döntött indulójáról.
| Ország           | Választás módszere | Válogató / Bemutató műsor                    | Közvetítő csatorna                        | Kiválasztás / Bemutatás dátuma | Kiválasztás / Bemutatás dátuma |
| Ország           | Választás módszere | Válogató / Bemutató műsor                    | Közvetítő csatorna                        | Előadó                         | Dal                            |
| ---------------- | ------------------ | -------------------------------------------- | ----------------------------------------- | ------------------------------ | ------------------------------ |
| Belgium          | nemzeti döntő      | Junior Eurosong                              | VRT                                       | 2007. szeptember 29.           | 2007. szeptember 29.           |
| Bulgária         | nemzeti döntő      | Nem volt külön elnevezése a válogatóműsornak | BNT                                       | 2007. szeptember 29.           | 2007. szeptember 29.           |
| Ciprus           | nemzeti döntő      | Nem volt külön elnevezése a válogatóműsornak | RIK 1                                     | 2007. szeptember 29.           | 2007. szeptember 29.           |
| Fehéroroszország | nemzeti döntő      | Junior Eurosong                              | Belarusz-1                                | n.a.                           | n.a.                           |
| Grúzia           | nemzeti döntő      | Nem volt külön elnevezése a válogatóműsornak | 1TV                                       | 2007. október 5.               | 2007. október 5.               |
| Görögország      | nemzeti döntő      | Eurovision Junior                            | ERT                                       | 2007. október 21.              | 2007. október 21.              |
| Hollandia        | nemzeti döntő      | Junior Songfestival                          | Nederland 2                               | 2007. október 6.               | 2007. október 6.               |
| Litvánia         | nemzeti döntő      | Mažųjų žvaigždžių ringas                     | LRT                                       | 2007. október 21.              | 2007. október 21.              |
| Macedónia        | nemzeti döntő      | Junior EuroSong                              | MRT1                                      | n.a.                           | n.a.                           |
| Málta            | nemzeti döntő      | Junior Song For Europe                       | TVM                                       | n.a.                           | n.a.                           |
| Oroszország      | nemzeti döntő      | Nem volt külön elnevezése a válogatóműsornak | Rosszija 1                                | 2007. június 3.                | 2007. június 3.                |
| Örményország     | belső kiválasztás  | Nem rendeztek válogató- és bemutatóműsort    | Nem rendeztek válogató- és bemutatóműsort | n.a.                           | n.a.                           |
| Portugália       | nemzeti döntő      | Festival da Canção Júnior                    | RTP 1                                     | n.a.                           | n.a.                           |
| Románia          | nemzeti döntő      | Selecţia Naţională Eurovision Junior         | TVR1                                      | 2007. június 24.               | 2007. június 24.               |
| Svédország       | nemzeti döntő      | Stage Junior                                 | TV4                                       | 2007. augusztus 31.            | 2007. augusztus 31.            |
| Szerbia          | nemzeti döntő      | Izbor za dečju pesmu Evrovizije              | RTS1                                      | 2007. október 7.               | 2007. október 7.               |
| Ukrajna          | nemzeti döntő      | Nem volt külön elnevezése a válogatóműsornak | NTU                                       | n.a.                           | n.a.                           |

## A verseny

### Fellépési sorrend
Sorozatban harmadik alkalommal fordult elő, hogy a fellépési sorrendben utolsóként előadott dal győzött. Érdekesség, hogy a 2005-ös versenyt is Fehéroroszország nyerte, és az akkor győztes Kszenyija Szitnyik is utolsóként lépett fel.

## Döntő
| #  | Ország           | Előadó                                  | Dal                   | Magyar fordítás           | Helyezés | Pontszám |
| -- | ---------------- | --------------------------------------- | --------------------- | ------------------------- | -------- | -------- |
| 01 | Grúzia           | Mariam Romelasvili                      | Odelia Ranuni         | —                         | 4.       | 116      |
| 02 | Belgium          | Trust                                   | Anders                | Más                       | 15.      | 19       |
| 03 | Örményország     | Arevik                                  | Erazanq               | Egy álom                  | 2.       | 136      |
| 04 | Ciprus           | Yiorgos Ioannides                       | I mousiki dinei ftera | A zene szárnyakat ad      | 14.      | 29       |
| 05 | Portugália       | Jorge Leiria                            | Só quero é cantar     | Csak énekelni akarok      | 16.      | 15       |
| 06 | Oroszország      | Alexandra Golovchenko                   | Otlichnitsa           | Stréber                   | 6.       | 105      |
| 07 | Románia          | 4Kids                                   | Sha-la-la             | Sálálá                    | 10.      | 54       |
| 08 | Bulgária         | Bon-Bon                                 | Bonbolandija          | Édességek földje          | 7.       | 86       |
| 09 | Szerbia          | Nevena Božović                          | Piši mi               | Írj nekem!                | 3.       | 120      |
| 10 | Hollandia        | Lisa, Amy és Shelley                    | Adem in, adem uit     | Lélegezd be, lélegezd ki! | 11.      | 39       |
| 11 | Macedónia        | Rosica Kulakova és Dimitar Stojmenovski | Ding Ding Dong        | —                         | 5.       | 111      |
| 12 | Ukrajna          | Ilona Halytska                          | Urok hlamuru          | A csillogás leckéje       | 9.       | 56       |
| 13 | Svédország       | Frida Sandén                            | Nu eller aldrig       | Most vagy soha            | 8.       | 83       |
| 14 | Málta            | Cute                                    | Music                 | Zene                      | 12.      | 37       |
| 15 | Görögország      | Made in Greece                          | Kapou berdeftika      | Valahol összezavarodtam   | 17.      | 14       |
| 16 | Litvánia         | Lina Joy                                | Kai miestas snaudžia  | Ha alszik a város         | 13.      | 33       |
| 17 | Fehéroroszország | Alexey Zhigalkovich                     | S druz'yami           | A barátokkal              | 1.       | 137      |

## A szavazás és a nemzetközi közvetítések

### A szavazás
A szavazás megegyezett a hagyományos versenyen alkalmazott szavazási rendszerrel, vagyis minden részt vevő ország a 10 kedvenc dalára szavaz, melyek 1-8, 10 és 12 pontot kapnak. A pontok 1-től 5-ig automatikusan megjelentek a szavazótáblán, a szóvivők csak a 6 ponttól mondták be a pontjaikat.
A szavazás a fellépési sorrendben történt, vagyis Grúzia volt az első szavazó, míg Fehéroroszország az utolsó: a grúzok Örményországot helyezték az élre, de a belgák hat pontja után Szerbia vezetett, a hét pont után pedig Bulgáriával együtt álltak az első helyen, majd a tíz pont után csatlakozott hozzájuk a házigazda Hollandia is. Mivel Belgium is Örményországnak adta a maximális pontot, ezért ismét ők vezettek. Ciprus hét pontja Bulgáriát helyezte az élre, de a tíz pont után Grúziával holtversenyben álltak az élen, viszont a 12 pont után az örmények ismét a tabella élére kerültek. Az oroszok hét pontot adtak Szerbiának, akik így átvették a vezetést, de a Grúziának adott nyolc pont őket helyezte az élre, viszont a tíz pont után Fehéroroszország állt az élre. A 12 pont után ismét az örmények vezettek, majd az ukránok tíz pontja után megelőzte őket Fehéroroszország, de a 12 pontot az örmények kapták, akik így ismét az élre kerültek. A görögök hét pontját a fehéroroszok kapták, akik így átvették a vezetést, de a tíz pont után Örményország ismét a tabella tetejére került. Fehéroroszország a maximális pontot kapta Litvániától, akik így átvették a vezetést. Az utolsó szavazó Fehéroroszország volt, de még ekkor nekik és az örményeknek is volt esélyük a győzelemre. Örményország végül hét pontot kapott tőlük, és így eldőlt a verseny: Fehéroroszország egy pont előnnyel, 2005 után második győzelmét aratta.
A győztes dal három országtól (Portugália, Málta, Litvánia) kapta meg a maximális 12 pontot, míg a legkevesebb, 4 pontot Grúzia és Hollandia adta. A Sz druzjami az egyetlen győztes dal a verseny történetében, amely nem kapott pontot az összes többi részt vevő országtól: a dalnak csak Ciprus nem adott pontot. Viszont az orosz dal (amely a hatodik helyen végzett) és a szerb dal (amely harmadik lett) mindenkitől kapott pontot.
Fehéroroszország lett az első, aki kétszer is tudott győzni.
Érdekesség, hogy a két évvel korábbi győztes Kszenyija Szitnyik is a fellépési sorrendben utolsóként adta elő dalát.

### Ponttáblázat
|                  | Szavazók | Szavazók | Szavazók | Szavazók     | Szavazók | Szavazók   | Szavazók    | Szavazók | Szavazók | Szavazók | Szavazók  | Szavazók  | Szavazók | Szavazók   | Szavazók | Szavazók    | Szavazók | Szavazók         | Szavazók | Szavazók |
| Össz             | +12      | Grúzia   | Belgium  | Örményország | Ciprus   | Portugália | Oroszország | Románia  | Bulgária | Szerbia  | Hollandia | Macedónia | Ukrajna  | Svédország | Málta    | Görögország | Litvánia | Fehéroroszország |          |          |
| ---------------- | -------- | -------- | -------- | ------------ | -------- | ---------- | ----------- | -------- | -------- | -------- | --------- | --------- | -------- | ---------- | -------- | ----------- | -------- | ---------------- | -------- | -------- |
| Grúzia           | 116      | 12       |          | 4            | 12       | 10         | 4           | 8        | 4        | 5        |           | 6         | 5        | 8          | 5        | 10          | 8        | 10               | 5        |          |
| Belgium          | 19       | 12       |          |              |          |            |             |          |          |          |           | 7         |          |            |          |             |          |                  |          |          |
| Örményország     | 136      | 12       | 12       | 12           |          | 12         |             | 12       | 12       | 8        | 5         | 12        |          | 12         | 10       |             | 10       |                  | 7        |          |
| Ciprus           | 29       | 12       |          |              | 5        |            |             |          |          |          |           |           |          |            |          |             | 12       |                  |          |          |
| Portugália       | 15       | 12       |          |              | 2        | 1          |             |          |          |          |           |           |          |            |          |             |          |                  |          |          |
| Oroszország      | 105      | 12       | 1        | 2            | 10       | 5          | 6           |          | 3        | 6        | 10        | 3         | 10       | 7          | 2        | 8           | 4        | 4                | 12       |          |
| Románia          | 54       | 12       |          |              |          | 8          | 8           | 1        |          | 7        | 4         |           | 3        |            | 1        | 5           | 2        | 1                | 2        |          |
| Bulgária         | 86       | 12       | 6        | 7            | 6        | 7          | 1           | 3        | 8        |          | 7         | 5         | 7        | 3          | 3        | 4           | 5        | 2                |          |          |
| Szerbia          | 120      | 12       | 7        | 6            | 4        | 6          | 7           | 7        | 5        | 4        |           | 8         | 12       | 6          | 12       | 6           | 6        | 6                | 6        |          |
| Hollandia        | 39       | 12       | 3        | 10           | 1        | 4          |             |          |          | 1        |           |           |          |            | 6        | 2           |          |                  |          |          |
| Macedónia        | 111      | 12       | 5        | 3            | 7        | 3          | 10          | 5        | 10       | 12       | 12        |           |          | 5          | 7        | 7           |          | 5                | 8        |          |
| Ukrajna          | 56       | 12       | 10       |              | 3        |            | 3           | 6        | 1        |          | 1         |           | 1        |            |          | 1           | 1        | 7                | 10       |          |
| Svédország       | 83       | 12       | 2        | 8            |          |            | 5           | 4        | 6        | 2        | 6         | 10        | 6        | 4          |          | 3           | 3        | 8                | 4        |          |
| Málta            | 37       | 12       |          |              |          |            | 2           |          | 2        | 3        | 2         | 1         | 4        | 1          | 4        |             |          | 3                | 3        |          |
| Görögország      | 14       | 12       |          |              |          | 2          |             |          |          |          |           |           |          |            |          |             |          |                  |          |          |
| Litvánia         | 33       | 12       | 8        | 1            |          |            |             | 2        |          |          | 3         | 2         | 2        | 2          |          |             |          |                  | 1        |          |
| Fehéroroszország | 137      | 12       | 4        | 5            | 8        |            | 12          | 10       | 7        | 10       | 8         | 4         | 8        | 10         | 8        | 12          | 7        | 12               |          |          |

### 12 pontos országok
| Darab | Jutalmazott ország | Szavazó ország                                                    |
| ----- | ------------------ | ----------------------------------------------------------------- |
| 7     | Örményország       | Belgium, Ciprus, Grúzia, Hollandia, Oroszország, Románia, Ukrajna |
| 3     | Fehéroroszország   | Litvánia, Málta, Portugália                                       |
| 2     | Macedónia          | Bulgária, Szerbia                                                 |
| 2     | Szerbia            | Macedónia, Svédország                                             |
| 1     | Ciprus             | Görögország                                                       |
| 1     | Grúzia             | Örményország                                                      |
| 1     | Oroszország        | Fehéroroszország                                                  |

### Pontbejelentők
A pontbejelentők között volt a görög Chloe Sofia Boleti, a holland Kimberly, a máltai Sophie Debattista, a svéd Molly Sandén akik 2006-ban képviselték országukat.
| 1. Grúzia - Nino Epremidze 2. Belgium - Bab Buelens 3. Örményország - Ani Sahakyan 4. Ciprus - Natalie Michael 5. Portugália - Clara Pedro 6. Oroszország - Marina Knyazeva 7. Románia - Iulia Ciobanu 8. Bulgária - Lyubomir Hadjiyski 9. Szerbia - Anđelija Erić | 1. Hollandia - Kimberly 2. Macedónia - Mila Zafirović 3. Ukrajna - Assol 4. Svédország - Molly Sandén 5. Málta - Sophie DeBattista 6. Görögország - Chloe Sofia Boleti 7. Litvánia - Indre Grikstelyte 8. Fehéroroszország - Alexander Rogachevskiy |

## Térkép

Részt vevő országok
Országok, melyek korábban részt vettek, de ebben az évben nem

### Kommentátorok
| Ország              | Kommentátor                               | Közvetítő csatorna       |
| Részt vevő országok | Részt vevő országok                       | Részt vevő országok      |
| ------------------- | ----------------------------------------- | ------------------------ |
| Belgium             | Kristien Maes és Ben Roelants (hollandul) | VRT                      |
| Bulgária            | Elena Rosberg és Georgi Kushvaliev        | BNT                      |
| Ciprus              | Kyriakos Pastides                         | CyBC                     |
| Fehéroroszország    | Denis Kurian                              | Belarusz-1, Belarusz-24  |
| Grúzia              | Temo Kvirkvelia                           | 1TV                      |
| Görögország         | Marion Mihelidaki                         | ERT1, ERT Sat            |
| Hollandia           | Marcel Kuijer                             | Nederland 1              |
| Litvánia            | Darius Užkuraitis                         | LTR                      |
| Macedónia           | Milanka Rašik                             | MTV 1                    |
| Málta               | Valerie Vella                             | TVM                      |
| Oroszország         | Olga Shelest                              | Rosszija TV, RTR Planeta |
| Örményország        | Gohar Gasparyan és Felix Khachatryan      | H1                       |
| Portugália          | Isabel Angelino                           | RTP1                     |
| Románia             | Ioana Isopecu és Alexandru Nagy           | TVR1, TVRi               |
| Svédország          | Adam Alsing                               | TV4                      |
| Szerbia             | Duška Vučinić-Lučić                       | RTS2, RTS Sat            |
| Ukrajna             | Timur Miroshnychenko                      | NTU                      |
| További országok    |                                           |                          |
| Ausztrália          | Kommentár nélkül                          | SBS                      |
| Azerbajdzsán        | N/A                                       | İTV                      |
| Bosznia-Hercegovina | Dejan Kukrić                              | BHRT                     |
| Izrael              | Kommentár nélkül                          | IBA                      |

## Lásd még
- 2007-es Eurovíziós Dalfesztivál
- 2007-es Eurovíziós Táncverseny

## Külső hivatkozások
- A verseny hivatalos oldala
- A 2007-es verseny adatlapja a junioreurovision.tv-n